# Kaplica św. Augustyna w Czapurach
Kaplica św. Augustyna w Czapurach – katolicka kaplica parafialna, zlokalizowana w Czapurach (powiat poznański).

## Historia
Od początku istnienia parafii i kościoła w Głuszynie, Czapury przynależały tamże. Po 1945 najbliższy kościół dla mieszkańców Czapur znajdował się w Wirach. W latach 1985–1989 istniał punkt katechetyczny w Wiórku, potem msze odprawiano gościnnie w sali wióreckiego Klubu Rolnika. W 1998 biskup Zdzisław Fortuniak zgodził się na budowę kościoła w Czapurach. Autorką projektu była Barbara Namysł (projekt mieszkańcy krytykowali jako zbyt drogi). We wrześniu 1994 zawiązał się komitet budowy kaplicy. 26 września 1994 rozpoczęto prace budowlane. W latach 1995–1998 miała miejsce przerwa w budowie. 20 września 1998 odbyła się pierwsza msza na placu budowy i prace budowlane ponownie ruszyły. We wrześniu 1998 rozpoczęto budowę zakrystii. W tym samym roku zakończono budowę kaplicy św. Augustyna obok istniejących do dziś fundamentów niedokończonego kościoła. 31 sierpnia 1999 erygowano w Czapurach parafię (wydzieloną z głuszyńskiej). Pierwszym proboszczem został w niej ks. Wojciech Szałata. 2 listopada 2008 nowy cmentarz parafialny poświęcił biskup Zdzisław Fortuniak.

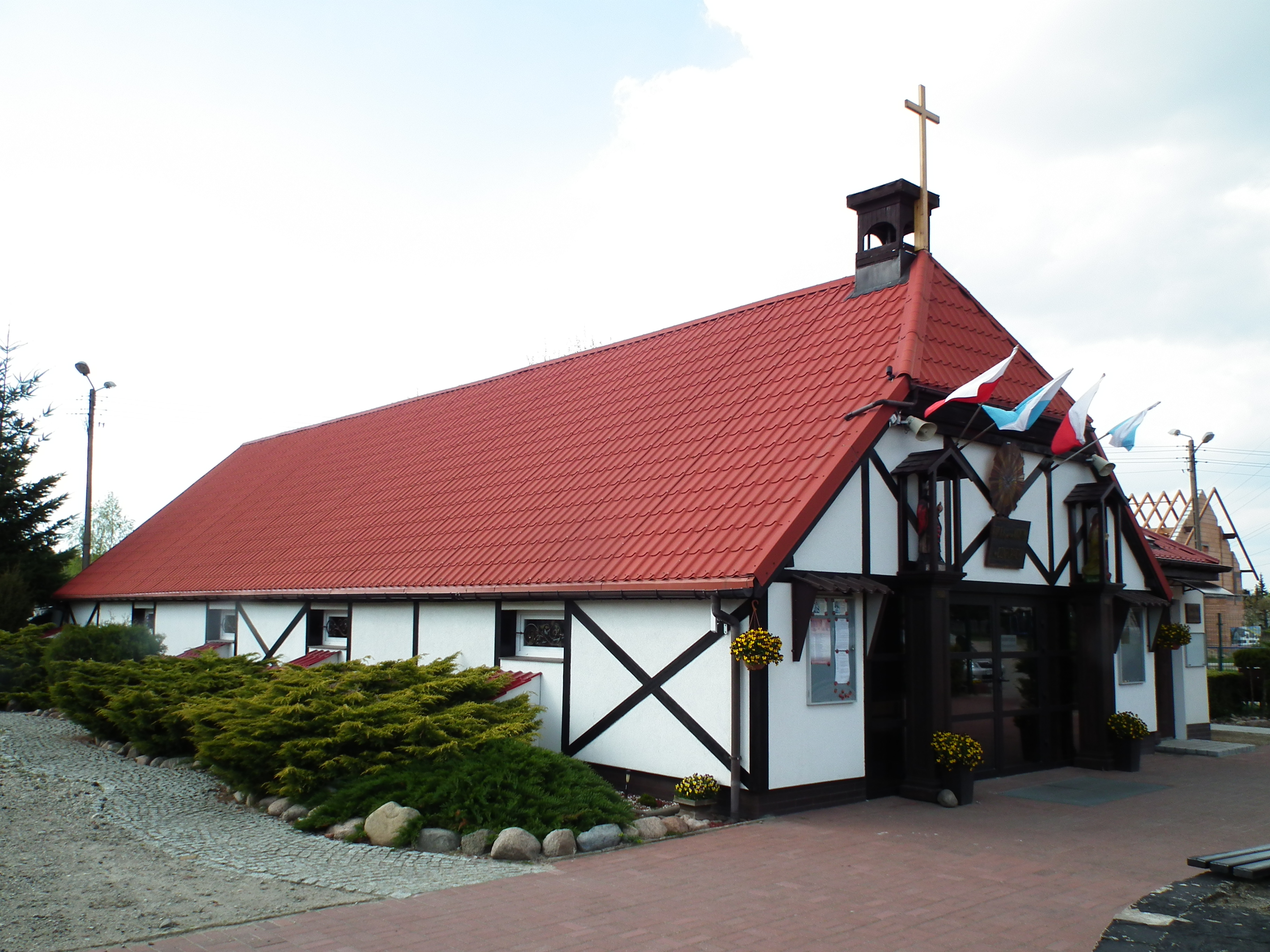
Widok ogólny